# 新谷良子のchu→lip☆RADIO
『新谷良子のchu→lip☆RADIO』（しんたにりょうこのチューリップラジオ）は新谷良子がパーソナリティを務めるインターネットラジオ番組である。2011年2月4日から2012年3月16日までランティスウェブラジオにて配信された。

## 概要
- 配信期間：2011年2月4日 - 2012年3月16日
- 配信局（配信日）：ランティスウェブラジオ（毎月第1、第3金曜日）[1]
- 放送時間：60分程度
- パーソナリティー：新谷良子
- 番組プレゼント：番組中にメールが採用されたリスナーには、「姫とバンビちゃん」オリジナルステッカーがプレゼントされる。

## コーナー
ちゅーりっぷ通信
フリートーク、及びリスナーからのお便りを紹介するコーナー。
王国のしらべ 1題目
新谷良子の歴代の曲の内、BEST BAMBI BOXに収録された曲を紹介するコーナー。
第12回と第15回で同じ曲を紹介してしまったため、第16回では2曲紹介した。
第18回ではライブ最終日が近いためUNLOCKER!の紹介になった。
壁にドン!
リスナーから送られた「（壁に）ドン!…黙れよ」がオチになるネタを紹介するコーナー。稀に「黙れよ」の台詞を言うボイスゲストが登場する。
BGMとして新谷の声が流れるが、第9回よりリニューアルされた。
姫とバンビちゃん
リスナーから送られた設定を元に、「姫とバンビちゃん」という物語を作っていくコーナー。
王国のしらべ 2題目
新谷良子の歴代の曲の内、BEST BAMBI BOXに収録されなかった曲を紹介するコーナー。
第8回より、数回はUNLOCKER!に収録される曲を紹介していた。
第22回ではゲストの田村が自身のアルバムの宣伝を行った（この回の「王国のしらべ」は1題目、2題目とせずに新谷と田村がそれぞれ「王国のしらべ」としてコーナーを進行した）。
王国ちゃんねる
新谷良子の歴代の出演作品について振り返るコーナー。

## テーマソング
オープニングテーマ
「ray of sunshine」 - 作詞・作曲：桃井はるこ、編曲：小池雅也
エンディングテーマ
「手のひらの太陽」 - 作詞・作曲・編曲：R・O・N
「空にとける虹と君の声」 - 作詞・作曲・編曲：R・O・N （※第28回のみ）

## ゲスト
通常ゲスト
- 第22回 - 田村ゆかり

ボイスゲスト
- 第03回 - 近藤隆
- 第05回 - 石井康嗣
  - なお、上記2人のボイスは第22回でも使われている

## 新谷良子のchu→lip☆生放送
第5金曜日がある月には、ニコニコ生放送のLantisちゃんねるにてスピンオフ企画「新谷良子のchu→lip☆生放送」が放送された。
| 放送回          | 放送日         | 放送時間      |
| --------------- | -------------- | ------------- |
| 第1回           | 2011年4月29日  | 22:00 - 23:16 |
| 第2回           | 2011年7月29日  | 23:00 - 24:29 |
| 第3回           | 2011年9月30日  | 22:00 - 23:45 |
| 第4回           | 2011年12月30日 | 22:00 - 23:59 |
| 第5回（最終回） | 2012年3月30日  | 23:00 - 25:00 |